# Valea Mărului
Valea Mărului é uma comuna romena localizada no distrito de Galaţi, na região de Moldávia. A comuna possui uma área de 48.63 km² e sua população era de 3755 habitantes segundo o censo de 2007.